# Róża Marczewska
Róża Elżbieta Marczewska ps. „Lula”, nazwisko organizacyjne Anna Garczyńska (ur. 21 lutego 1910 w Baku, zm. 26 kwietnia 1944 w Warszawie) – łączniczka, członkini SZP-ZWZ-AK.

## Życiorys
Róża Elżbieta Marczewska urodziła się w Baku, a zamieszkała w Milanówku i była córką Witolda (inżynier) oraz Róży. Maturę uzyskała w 1928, a w 1929 rozpoczęła studia w Akademii Sztuk Pięknych w Warszawie. Artystka malarka była twórczo związana z grupą artystyczną „Bractwo św. Łukasza”. W konspiracji od jesieni 1939 w SZP–ZWZ–AK. Była współorganizatorką łączności i główną łączniczką między kierownictwem, zespołem kurierów i pionem technicznym komórki łączności zagranicznej „Zagroda” Oddziału Łączności Konspiracji KG ZWZ-AK. W połowie 1940 po upadku Francji organizowała trasę kurierską na Zachód przez Szwecję na zlecenie swej kierowniczki E. Piwnikowej-Malessy „Marcysi”. Nawiązała i utrzymywała kontakt z inżynierem Aleksandrem Brzuzkiem (dyrektor handlowy koncernu szwedzkiego ASEA). Niestety, ale akcja się nie powiodła. Aresztowano wówczas wiele osób, a Aleksander Brzuzek został ścięty w Berlinie. Został również aresztowany ojciec Róży Marczewskiej, a ona sama pod konspiracyjnym nazwiskiem Anna Garczyńska nadal pełniła funkcję łączniczki i utrzymywała łączność między „cichociemnymi” a KG AK. W jej mieszkaniu działała radiostacja. Aresztowana w „kotle” przy ul. Długiej 6 marca 1944, na skutek działalności konfidenta Gestapo Antoniego Mazurkiewicza ps. „Jarach”. Więziona na Pawiaku od 7 marca i torturowana podczas badań w al. Szucha. Zdążyła zawiadomić, kto jest zdrajcą i nierozszyfrowana przez Gestapo została rozstrzelana w ruinach getta pod nazwiskiem Anna Garczyńska.
Odznaczona Złotym Krzyżem Zasługi z Mieczami, oraz pośmiertnie Krzyżem Srebrnym Orderu Virturi Militari (Rozkazem KG AK z 3 października 1944), czterokrotnie Medalem Wojska i Krzyżem Armii Krajowej.